# チボク
チボク(Chibok)はナイジェリア北東部のボルノ州南部の都市。
2006年の人口は6万6105人。

## 宗教・言語
- キリスト教が多数派で、少数のムスリムも暮らす[1][2]。
- 殆どの住民がチボク語（英語版）を用いる[1]。

## 歴史
2014年4月14日の夜から翌日にかけて、ボコ・ハラムが公立中高一貫女子学校の宿舎から276名の女子生徒を拉致した(ナイジェリア生徒拉致事件) 。
2014年11月14日、ボコ・ハラムがチボクを制圧し、シャリーアを導入した。
2015年1月8日、独立国民選挙委員会(INEC)の「ボコ・ハラム支配地域には2015年ナイジェリア総選挙の選挙権を与えない」計画について、BringBackOurGirls(娘を返せ)が懸念を示した
。

## 関連資料
- Neher, Gerald A. (2011年). Life among the Chibok of Nigeria. McPherson, KS: Gerald Neher Publishing. ISBN 9780983157304